# Nyahbinghi (ordre)
Pour les articles homonymes, voir Nyabinghi.

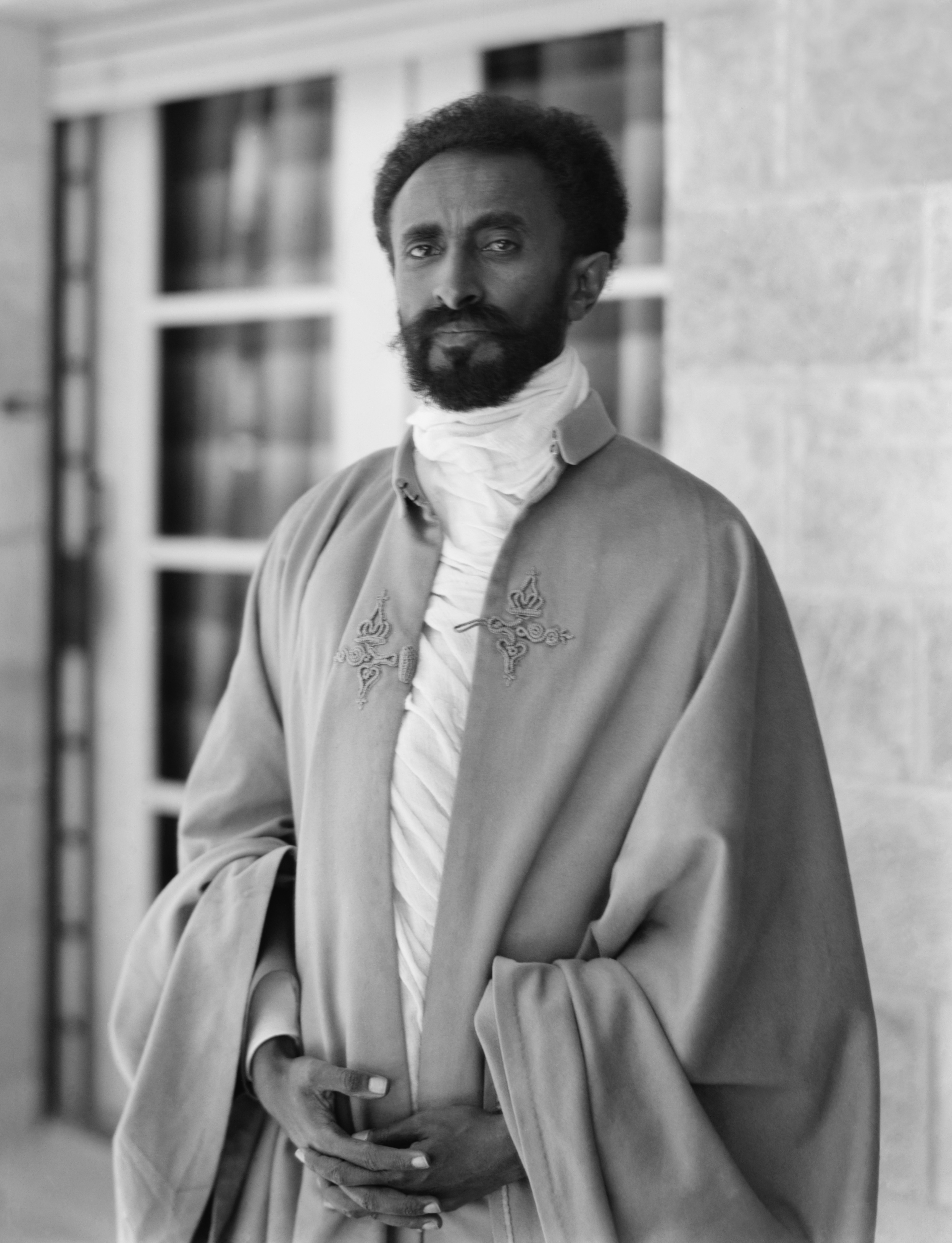
Hailé Selassié I d'Ethiopie

À l'origine, Nyakisahbinghi (ou Nyakisabinghi) est un culte et une société secrète africaine, recourant à des danses à des percussions rituelles. Il a inspiré le mouvement rastafari en Jamaïque.

## Ordre nyakisahbinghi
Nyakisahbinghi est un culte et une société secrète centre-africaine, active au Congo et au Kenya principalement, à partir de la fin du XIXe siècle. Nyakisahbinghi est dédié à une princesse qui lui a donné son nom et qui signifiait « celle qui détient entre ses mains ». Tout ce que l'on sait d'elle est qu'elle était rwandaise ou ougandaise et qu'elle serait morte au milieu du XIXe siècle en se rebellant contre l'esclavage et la colonisation. Le culte était secret et parfois violent. Les initiés étaient farouchement opposés aux occidentaux et menaient des actes terroristes à l'encontre des colons. L'organisation avait pour particularité d'être dirigée par des femmes appelées « bagirwas ». Elles jouaient le rôle de prêtresses,,. Des révoltes contre les forces coloniales occidentales, animées par le mouvement nyakisahbinghi se manifestent à la fin du XIXe siècle et au début du XXe siècle en Afrique centrale et Afrique de l'Est, tel le mouvement animé par Muhumusa en Ouganda et au Rwanda, jusqu'à son emprisonnement en 1913.
Le culte s'estompe à la fin des années 1920. En septembre 1935, juste avant l'invasion de l'Abyssinie par les Italiens, un article de journal jamaïcain annonce que Hailé Sélassié serait à la tête d'une armée secrète visant à éradiquer l'homme blanc d'Afrique. Ses guerriers le vénèrent comme le sauveur du peuple noir et sont identifiés comme étant les nyahbinghi. Ils auraient élu secrètement Hailé Sélassié en 1929 (date à laquelle les nyahbinghis disparaissent dans la nature). Le mouvement rastafari est alors encore jeune, et cet article de journal marque les esprits. Les rastas s'identifient aux nyahbinghi. Le « Nyah-Binghi » signifiait originellement (en Jamaïque) mort à l'oppresseur blanc et à ses alliés noirs. Le mouvement Nyabinghi, profondément anti-colonialiste, est l'un des piliers du mouvement rastafari. 
En mars 1958, le premier Groundation, (rassemblement), ou Grounation, est organisé à Kingston ; il s'agit d'un rassemblement rastafari organisé par Prince Emmanuel réclamant le rapatriement vers l'Afrique, ainsi que l'édification de l'ordre religieux. Lors de ce premier rassemblement, Prince Emmanuel essaye d'unifier tous les rastas en se proclamant la réincarnation du Christ Noir mais uniquement un certain nombre le suivirent, créant les Bobos Ashantis (du nom d'une autre tribu guerrière africaine) ; les autres se séparent en diverses mansions (maisons), dont les Douze Tribus d'Israël et l'ordre nyahbinghi.
Il n'y a pas de fondateur ou de chef de l'ordre nyahbinghi, contrairement aux Bobos Ashantis ; les anciens ('elders') sont cependant particulièrement respectés.
Lors des groundations, tous les frères et sœurs se réunissent et lisent la Bible, jouant la trinité des tambours nyabinghi, c'est-à-dire le bass/pope smasher qui se contente d'imiter le battement du cœur ou le tonnerre, le funde qui accompagne et le keite/repeater, le soliste, entourés des chants rasta et de la fumée de ganja, dite herbe sacrée.
De nos jours, ces rassemblements sont appelés nyabinghi (ou parfois en iyaric « iyahbinghi »). Leur but est de communiquer un message à travers le monde, visant à la libération de tous les humains esclaves de Babylone. Les tambours nyabinghi jouent nuit et jour lors des cérémonies qui peuvent durer de quelques heures à parfois plusieurs jours. Quand les joueurs se fatiguent, d'autres prennent leur place.